# Liste der Mitglieder des Landtages (Freistaat Schaumburg-Lippe) (3. Wahlperiode)
Diese Liste gibt einen Überblick über alle Mitglieder des Landtages des Freistaates Schaumburg-Lippe in der 3. Wahlperiode (1925 bis 1928).
- Karl Abelmann, SPD (verstorben am 6. Januar 1928)
- Wilhelm Behrens, SPD
- Friedrich Brands, Einheitsliste
- Rudolf Bretthauer, DDP (ausgeschieden im Mai 1925)
- Albrecht Büsing, Einheitsliste
- Ernst Hohmeyer, Einheitsliste
- Heinrich Kapmeier, SPD (ausgeschieden 1925)
- Gustav Kaule, Handwerkerbund (eingetreten 1926 für Abg. Robert Reinisch)
- Ernst Koller, Einheitsliste
- Marie Kreft, SPD
- Heinrich Krug, Einheitsliste
- Wilhelm Kuhlmann, SPD (eingetreten 1925 für Abg. Heinrich Kapmeier)
- Erwin Loitsch, SPD
- Heinrich Lorenz, SPD
- Friedrich Ernst Möller, Einheitsliste (eingetreten 1926 für Abg. Karl Wiehe)
- Wilhelm Pickert, SPD
- Robert Reinisch, Handwerkerbund (ausgeschieden 1926)
- Franz Reuther, SPD
- Hermann Rinne, DDP (eingetreten im Mai 1925 für Abg. Rudolf Bretthauer)
- Friedrich Schirmer, SPD (eingetreten 1928 für Abg. Karl Abelmann)
- Karl Wiehe, Einheitsliste (ausgeschieden 1926)